# زندگی گالیله
زندگی گالیله (به آلمانی :Leben des Galilei) آخرین نمایش‌نامه برتولت برشت نمایش‌نامه‌نویس آلمانی است. او این نمایش‌نامه را در سال ۱۹۳۸ میلادی نوشته است و برای نخستین بار در سال ۱۹۴۳ در شهر زوریخ در سوییس به اجرا درآمد. این نمایش‌نامه درامی است از یک قطعه تاریخی از زندگی مردی دانشمند که اثبات می‌کند خورشید ثابت است و این زمین است که دور آن می‌چرخد. این نمایشنامه در پانزده صحنه پیرامون حوادث تاریخی اواخر قرن شانزدهم ایتالیا سپری می‌شود. خط داستانی نمایشنامه از سپیدی سحر، درخانه کوچک گالیله چهل و شش ساله واقع در ونیز آغاز و در تاریکی شب در خانه بزرگ او در دهی، از حوالی فلورانس در سن هفتاد و هشت سالگی پایان می‌پذیرد. روز در اتاق گالیله با همراهی شاگردش آندره‌آ که همزمان پسر خدمتکار وی خانم سارتی نیز هست شروع می‌شود.
برتولت برشت این نمایش‌نامه را پس از آنکه مارکسیست شد نگاشته است و این آخرین اثر او قبل از مرگش می‌باشد.

## برخی از جملات مشهور نمایش‌نامه
- گالیله: حقیقت فرزند زمان نه مقامات، به راستی که حماقت انسان را حد و مرزی نیست. (صفحه ۸۹)[۲]
- گالیله: آن کس که حقیقت را نمی‌داند، احمق است. اما کسی که حقیقت را می‌داند و آن را دروغ می‌نامد تبهکار است. (صفحه ۱۵۳)[۲]
- کشیش جوان: خداوند عالم ماده را آفریده است، همچنان‌که مغز بشر را آفرید. پس با علم فیزیک مخالفتی ندارد.[۲]
- گالیله: قبل از ثابت شدن یک فرضیه به آن معتقد و دلبسته نشوید که همین وابستگی سدّی برای دانائی است (مضمون یک متن طولانی)[۲]
- گالیله: (در دادگاه تفتیش عقاید) آقایان خواهش می‌کنم، فقط اندکی عقل! (صفحه ۲۰۱)[۲]
- آندره‌آ: پس همه چیز با زور بدست نمی‌آید! هرکاری از زور ساخته نیست! پس حماقت مغلوب شد. بلاهت روئین‌تن نیست! پس انسان را از مرگ گریزی نیست! (صفحه ۲۰۳)[۲]
- آندره‌آ: بدبخت ملتی که قهرمان ندارد. (صفحه ۲۰۵)[۲]
- گالیله: نه بدبخت ملتی که نیاز به قهرمان دارد. (صفحه ۲۰۶)[۲]
- گالیله: مقدس باد جامعهٔ ما، جامعهٔ سوداگران و ریاکاران و بزدلان. (صفحه ۲۲۲)[۲]

## انتهای نمایش‌نامه
گالیله به حکم دادگاه تفتیش عقاید تا پایان عمر در دهکده‌ای به نزدیکی فلورانس تبعید و زندانی می‌شود؛ و در اواخر عمر دچار ضعف شدید بینایی شده و با وجود بیماری شدید، باقی ماندهٔ عمر را صرف تکمیل رساله اش می‌کند. وی در آخرین ملاقات با آندریا، "کتاب مباحثات خود را به او هدیه می‌دهد. آندریا که دلیل توبهٔ استادش را ادامه دادن تحقیقات علمی می‌بیند، اکنون از او معذرت خواهی می‌کند اما گالیله صادقانه می‌گوید که دلیل اصلی توبه اش، ترس از شکنجه شدن بوده و هیچ هدفی در کار نبوده است و هنگامی که آندریا بی‌تاب و خشمگین فریاد می‌زند: «بدبخت ملتی که قهرمان ندارد»، استاد به او پاسخ می‌دهد: «بدبخت ملتی که به قهرمان نیازمند است».